# Água Doce do Maranhão
Água Doce do Maranhão är en kommun i Brasilien.   Den ligger i delstaten Maranhão, i den nordöstra delen av landet, 1 600 km norr om huvudstaden Brasília. Antalet invånare är 11 590.
Omgivningarna runt Água Doce do Maranhão är huvudsakligen savann. Runt Água Doce do Maranhão är det glesbefolkat, med 19 invånare per kvadratkilometer.